# Nabakevi (Tighvi)
Nabakevi (en georgiano: ნაბაკევი) o Kavdastau (en osetio: Хъавдæстау) es una aldea que pertenece a la parcialmente reconocida República de Osetia del Sur, parte del distrito de Znaur, aunque de iure pertenece al municipio de Tighvi de la región de Iberia Interior de Georgia.

## Geografía
Nabakevi está situada en la orilla del río Shua Froni, a 1 km de Kornisi. 

## Historia
De 1922 a 1990, formó parte del distrito de Znaur del óblast autónomo de Osetia del Sur, siendo de mayoría osetia. De 1990 a 2006, formó parte del raión de Kareli y, desde 2006, forma parte del municipio de Tighva. 
Con la guerra de Osetia del Sur, la aldea quedó parcialmente abandonada y pasó a la zona de control georgiana. Tras la guerra ruso-georgiana de agosto de 2008, la aldea quedó bajo el control de las autoridades de Osetia del Sur.

## Demografía
La evolución demográfica de Nabakevi entre 1916 y 2015 fue la siguiente:
| 164                                                      | 283 | 211 | 189 | 170 | 143 | 45 |
| (Fuente: Population of South Ossetia since Soviet times) |     |     |     |     |     |    |

Según el censo soviético de 1959, la mayoría de la población local eran osetios. En los distintos censos, la composición étnica del pueblo es la siguiente:
|              | 1916      | 1916       | 1989      | 1989       |
| Grupo étnico | Población | Porcentaje | Población | Porcentaje |
| ------------ | --------- | ---------- | --------- | ---------- |
| Georgianos   | 164       | 100%       | 114       | 80%        |
| Osetios      | 0         | 0%         | 29        | 20%        |
| Total        | 164       | 100%       | 143       | 100%       |